# 拉普兰战争

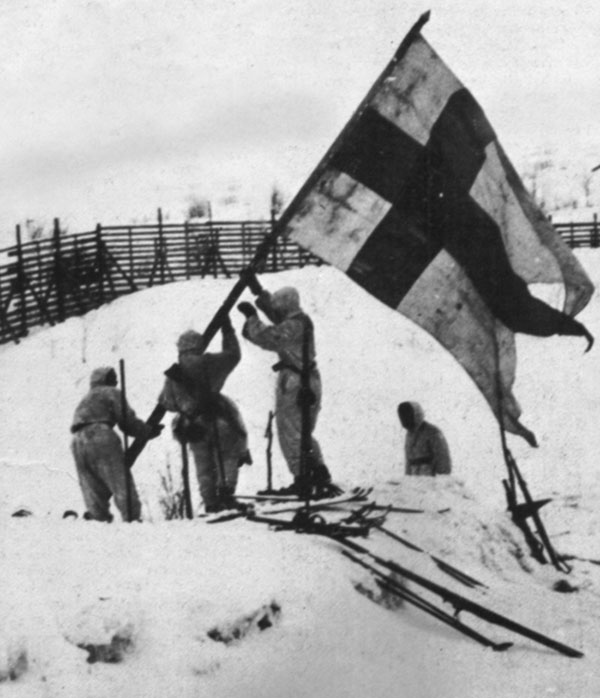
战争结束时芬蘭士兵在接壤挪威的邊界上升起芬蘭國旗

拉普兰戰爭（英語：Lapland War），又譯拉布蘭戰爭，為納粹德國與芬蘭之間爆發於芬蘭最北端，拉普蘭地區的一場戰爭，實際交戰的時間為1944年9月至11月。雖然德國與芬蘭自1941年起，在對蘇聯的繼續戰爭中並肩作戰，但到了1943年至1944年，芬蘭開始斷斷續續地與西方盟國和蘇聯進行和平談判，不過最終未能達成條約。1944年莫斯科停戰協定簽訂，芬蘭被要求終止與納粹德國的外交關係，並且必須在1944年9月15日後，將滯留於芬蘭境內的德軍去除武裝或驅逐出境。
德國國防軍早已預見此事，並計畫在樺木行動時撤退至德佔挪威。雖然德軍登陸芬蘭灣的行動以失敗告終，不過撤離行動在初期還算是和平進行。9月28日，由於蘇聯施壓芬蘭，要求後者立刻遵守停火條款，芬蘭部隊因此開始將戰事升級。蘇聯要求芬蘭陸軍停止動員，並將德軍部隊逐出芬蘭境內。隨著一連串小規模戰鬥爆發，德軍加快進入挪威和周遭區域，並固化防守位置，戰事實際上已於1944年11月結束。最後一名德軍士兵在歐陸戰場結束前不久，於1945年4月27日撤離芬蘭。
由於交戰國的不同，並且在繼續戰爭後已與其他國家停止敵對狀態，芬蘭並不把此次戰爭視做繼續戰爭的一部分。德國則認為這場戰爭是撤離芬蘭北部和挪威北部時與紅軍兩場戰役的一部分。蘇聯為了監控芬蘭軍事行動而介入此次戰爭，期間曾派出少量的空中支援，並在佩察莫-希爾克內斯攻勢時進入拉普蘭東北部地區驅趕德國人。
拉普蘭戰爭是二戰期間北極圈戰鬥的支線戰役，強度很低，在軍事上對德芬兩國的影響不大，雙方傷亡人數都落在4千人左右，但德軍用於遲滯敵人（主要是蘇聯）的焦土作戰和地雷嚴重破壞了拉普蘭地區。德國國防軍最終撤離芬蘭，而芬蘭則達到莫斯科停火協議中，要求德軍離開芬蘭的條件。1947年巴黎和平條約簽訂，芬蘭與蘇聯和英國的交戰狀態正式結束。

## 序幕

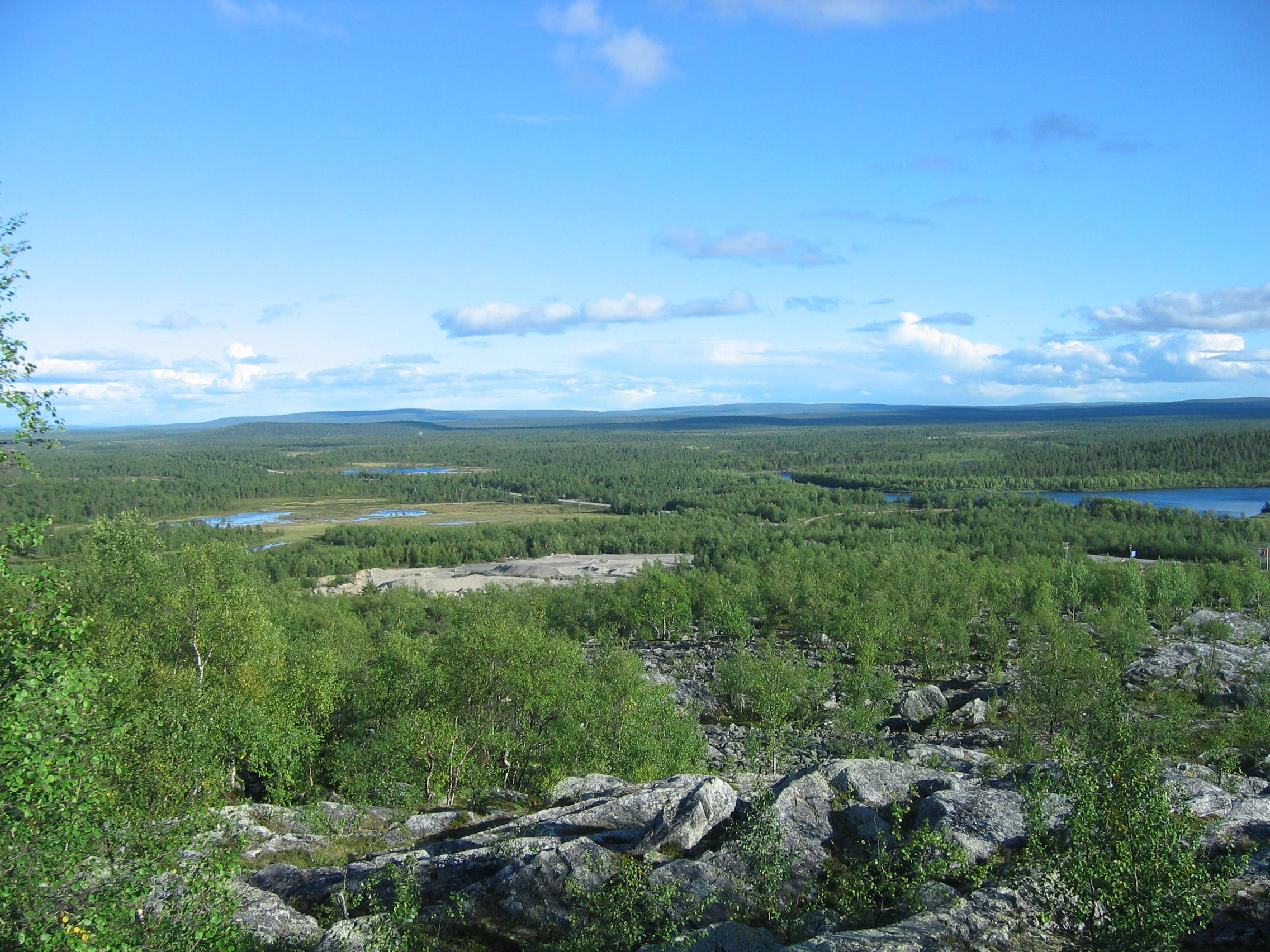
一張德軍突擊陣地（Sturmbock-Stellung）面相西南方的照片，該地位於芬蘭距離挪威100 km處，攝於2007年

芬蘭與納粹德國在1941年7月巴巴羅薩行動後，開始一同對抗蘇聯，在繼續戰爭和銀狐行動中，芬蘭軍隊曾與駐紮於拉普蘭的國防軍第20山地集团军一同作戰。1943年夏初，國防軍最高統帥部開始秘密籌備計畫，以應對芬蘭與蘇聯單獨簽訂和約。德軍計劃將兵力向北收縮，以保護佩察莫附近的鎳礦。1943年與1944年間的冬季，德軍大规模使用战俘，改善挪威北部到芬兰北部的道路交通。其中许多战俘是在南欧被俘的，只穿着夏装就被直接投入工地，是导致戰俘大量伤亡的主因之一。德軍還事先調查了區域內的防禦位置，計畫盡可能將區域內的軍需撤離，為接下來的撤離行動做好充分準備。1944年4月9日，撤退計畫被命名為樺木行動。1944年6月，德軍開始興建和加固陣地，以防可能自南方進犯的攻勢。1944年6月23日，負責指揮第20山地集团军的大將愛德華·迪特爾於墜機意外中身亡。
1944年6月至7月間，蘇聯在芬蘭南部發動帶有戰略性質的維堡-彼得羅扎沃茨克攻勢後，芬蘭領導層在8月發生變動，開始獨自向蘇聯求和。根據停火協議，芬蘭必須中斷與德國的外交關係，並公開要求德國部隊在1944年9月15日前盡數離開芬蘭。未在期限內撤離者將被驅離，或在解除武裝後移交蘇聯。芬蘭方面估計，就算德軍有撤退計畫，德軍最少仍需三個月才能完全撤出芬蘭。然在芬蘭與德軍交戰時，蘇聯要求芬蘭國防軍解除動員，讓情況變得更加複雜。接任芬蘭總統的芬軍前總司令卡爾·古斯塔夫·埃米爾·曼納海姆，在決定接受蘇聯要求之前，向阿道夫·希特勒寫了一封信：
我們的德國戰友將永存吾輩心中。在芬蘭的德國人絕非境外專制主義的代表，而是我們的援助者和戰友。但現今情況迫使我們對外國人做出這些外交措施。我能保證在過去幾年中，絕對沒有一件事會使我們把德軍聯想成入侵者或是壓迫者。我相信德軍對北芬居民和政府的態度，在我們的史書中的記載，絕對是一次正確和友好關係的獨特範例......我認為領導我國人民走出戰爭是我的職責。我不會、也不能在接受德國人慷慨地提供我方軍武後，還將這些武器轉而對付德國人。我真心希望即便你不認同我的看法，也希望並努力與我和芬蘭人民，在不升級態勢的情況下，將迄今為止的兩國關係徹底結束。

## 戰鬥序列

### 德軍
自從巴巴羅薩行動發動後，德國第20山地軍團便與蘇聯卡累利阿方面軍，在奧盧河至北極海之間直線距離約700（430英里）的戰線上戰鬥。該集團軍當時由洛塔爾·倫杜利克大將指揮，約有21萬4千名士兵，其中還有大量親衛隊部隊。該集團軍在開始撤退至挪威之後，活躍的作戰部隊數量便迅速減少。此外集團軍還擁有3萬2千匹左右的馬和騾、1萬7千5百輛至2萬6千輛的機動載具，以及能夠持續供給部隊6個月的口糧、彈藥和燃料。其下轄部隊有：
- 第19山地軍（德語：XIX Gebirgskorps）位於佩察莫地區最北端濱臨北極海的區域
- 第36山地軍（英语：XXXVI Mountain Corps (Wehrmacht)）位於東拉普蘭地區的薩拉與阿拉庫爾季（英语：Alakurtti (rural locality)）一帶
- 第18山地軍負責克斯堅加（英语：Kestenga）和卡列瓦拉的南方側翼

### 芬軍
在亞爾馬·西拉斯沃中將的指揮下，芬蘭陸軍第3軍逐步從維堡-彼得羅扎沃茨克攻勢時的防禦位置，轉移到奧盧河的同一緯度上，整個轉移工作於9月28日結束。第3軍由第3師、第6師、第11師和裝甲師組成。原本由德軍指揮的四個營被轉換成了獨立的分遣隊。此外還有增援的第15步兵團（Infantry Regiment 15）和邊境獵兵團（Border Jaeger Regiment）。芬蘭的陸軍總計在拉普蘭戰區部署了7.5萬人。隨著德軍撤離和芬軍解除動員，當地的芬軍數量亦急遽下滑，時至1944年12月僅餘1.2萬人。具有戰鬥經驗的老兵多已調離前線後，這些剩下的士兵大多是應召員。戰爭後期剩下的芬軍部隊，在芬蘭國內也因此被稱作「童子十字軍」（英語：Children's Crusade）。

## 戰鬥進程

### 9月的撤軍及海軍行動
芬蘇雙方於1944年9月2日宣布停火，以及發布莫斯科停战协定後，德軍第20山地集團軍立即啟動了樺木行動，並匆匆地採取了應對措施。德國人從芬蘭南部撤離了大批原物料，同時對妨礙撤軍行動的行為設下重罰。

## 資料來源
1. ↑  Gebhardt 1989，第2–4頁.
2. ↑  Ziemke 2002，第391–401頁.
3. ↑  Jowett & Snodgrass 2012，第16頁.
4. ↑  Zabecki 2015，第1552頁.
5. ↑  Jaques 2007，第792頁.
6. ↑  Elfvengren 2005，第1124-1149頁.
7. ↑  Kurenmaa & Lentilä 2005，第1150-1162頁.
8. 1 2  Ahto 1980，第296頁.
9. ↑  Reiter 2009，第134-137頁.
10. ↑  Ahto 1980，第15-20頁.
11. ↑  Ahto 1980，第21頁.
12. 1 2  Ahto 1980，第37-41頁.
13. ↑  Ahto 1980，第45-46頁.
14. ↑  Ahto 1980，第43頁.
15. ↑  Ahto 1980，第48、59-61頁.
16. ↑  Lunde 2011，第317頁.
17. ↑  Gebhardt 1989，第2頁.
18. ↑  Lunde 2011，第327頁.
19. ↑  Lunde 2011，第319頁.
20. ↑  Nenye et al. 2016，第275頁.
21. ↑  Elfvengren 2005，第1124–1149頁.
22. ↑  Ziemke 2002，第391–393頁.
23. 1 2  Ahto 1980，第13–14頁.
24. ↑  Kurenmaa & Lentilä 2005，第1150–1162頁.
25. ↑  Ahto 1980，第62–71頁.

## 備註
1. ↑  僅有在東方冷杉行動期間提供少量空中支援。蘇聯在拉普蘭戰爭中的其他參戰行為具有爭議。Gebhardt和Ziemke兩人提到，德軍撤離拉普蘭及芬馬克，與蘇聯在二戰行動之一的佩察莫-希爾克內斯攻勢，要不沒有戰略上的重疊，要不就是沒有明確的觀點能確認是連續的事件[1][2]。Jowett和Snodgrass把這場戰爭寫為德國和芬蘭的衝突，但卻把佩察莫-希爾克內斯攻勢放在戰爭的時間線裡[3]。Zabecki開頭提到拉普蘭位於挪威和蘇聯之間，並認為「拉普蘭的芬蘭戰爭」係因德國與芬蘭而起，但同時也將蘇軍攻勢與之連結[4]。Jaques在一本戰役字典中，將該攻勢視為拉普蘭戰爭的一部分[5]。
2. ↑  截至1944年8月底止，最多有214,000名德軍參戰，但隨著德軍撤離或移動至挪威後，數量便急遽下滑。[6]
3. ↑  1944年10月底，共有75,000名芬軍參戰，12月時數量降至12,000人。蘇聯只有在這場戰爭寫為德國和芬蘭的衝突，但卻把佩察莫-希爾克內斯攻勢放在戰爭的時間線裡。
[7]